# Итивуттака
Итивуттака, итивуттакапали (тай.อิติวุตฺตกปาฬิ бирм.ဣတိဝုတ္တကပာဠိ) — четвёртая книга Кхуддака-никаи, пятой никаи Сутта-питаки. В собрании Итивуттаки содержится 112 сутт, каждая из которых начинается с фразы: «Так (ити) было сказано (вуттам) Благословенным». Сутты состоят из чередования прозы и стихотворного изложения. Всё собрание Итивуттаки передаётся со слов женщины и традиционно приписывается мирянке по имени Кхуджуттара, которая жила во дворце царя Удены из Касамби и была прислужницей у одной из его цариц — Самавати. Поскольку сама царица не могла покидать дворец и слушать проповеди Будды, вместо неё отправлялась Кхуджуттара. Она запоминала всё, что говорил Будда, затем возвращалась во дворец и пересказывала это царице и её служанкам. Некоторые учёные считают, что сутты Итивуттаки являются одними из наиболее древних.

## Состав
1. Экаканипато (27 сутт)
2. Дуканипато (22 сутты)
3. Тиканипато (50 сутт)
4. Чатукканипато (13 сутт)

### Сутты
1. Лобха сутта (Отбросьте это качество, и более не вернётесь в этот мир)
2. Доса сутта (Отбросьте это одно качество, и более не вернётесь в этот мир)
3. Моха сутта (Отбросьте невежество, и более не вернётесь в этот мир)
4. Кодха сутта (Отбросьте злость целиком, и не вернётесь в этот мир)
5. Маккха сутта (Отбросьте презрение, и не вернётесь в этот мир)
6. Мана сутта (Отбросьте самомнение, и не вернётесь в этот мир)
7. Саббапариннья сутта (Чтобы обрести полное освобождение, нужно полностью понять и отбросить Всё)
8. Манапариннья сутта (Для достижения освобождения сделует полностью познать самомнение)
9. Лобхапариннья сутта (Чтобы достичь освобождения, надо полностью познать жажду)
10. Досапариннья сутта (Чтобы достичь освобождения, надо полностью познать качество злости)
11. Мохапариннья сутта (Чтобы достичь освобождения, надо полностью познать качество неведения)
12. Кодхапариннья сутта (Чтобы достичь освобождения, надо полностью познать качество злости)
13. Макхапариннья сутта (Чтобы достичь освобождения, надо полностью познать качество презрения)
14. Авиджа ниварана сутта (Нет большей преграды, заслоняющей от освобождения, чем неведение)
15. Танха самйоджана сутта (Нет большей преграды, заслоняющей от освобождения, чем жажда)
16. Секха сутта I (Правильно направленное внимание - важнейший фактор для ученика)
17. Секха сутта II (О важности хорошей дружбы)
18. Сангхабхеда сутта (Тот, кто создал раскол в Сангхе монахов - тот отправляется в ад)
19. Сангхасамагги сутта (Кто создал согласие в Сангхе монахов - того ждут небесные миры)
20. Падуттха читта сутта (Если в момент смерти ум омрачён - человек попадает в ад)
21. Пасанна читта сутта (Если в момент смерти ум чист - человек попадает в рай)
22. Метта сутта (Каковы результаты практики развития добродетелей)
23. Убхаяттха сутта (О важности такого качества, как внимательность)
24. Атхипуньджа сутта (Сколько костей вы оставите за одну кальпу?)
25. Мусавада сутта (Тот, кто говорит намеренную ложь - тот способен совершить любое злодеяние)
26. Дана сутта (Насколько значимы результаты даяния?)
27. Метта бхавана сутта (О значимости доброты)
28. Дуккхавихара сутта (Два качества, из-за которых монах живёт в муках и беспокойстве)
29. Сукхавихара сутта (Два качества, из-за которых монах живёт в успокоении)
30. Тапания сутта (Что вызывает угрызение совести?)
31. Атапания сутта (Это то, что не вызывает угрызения совести)
32. Сила сутта I (Две вещи, что ведут в ад)
33. Сила сутта II (Две вещи, что ведут в небесные миры)
34. Атапи сутта (Один из них способен достичь ниббаны, другой не способен)
35. Накухана сутта I (Святая жизнь ведётся ради воздержанности и отпускания)
36. Накухана сутта II (Святая жизнь ведётся ради прямого знания и полного постижения)
37. Соманасса сутта (Две вещи, обладая которыми монах живёт спокойно)
38. Витакка сутта (Две мысли, что часто приходят к Татхагате)
39. Десана сутта (Два общих жизненных совета от Будды)
40. Виджа сутта (О том, как возникают или не возникают качества стыда и боязни совершения неблагого)
41. Панньяпарихина сутта (Не имеющий мудрости продолжает скитаться в сансаре)
42. Суккадхамма сутта (Два качества, охраняющие этот мир)
43. Аджата сутта (Описание ниббаны)
44. Ниббана дхату сутта (Два свойства ниббаны)
45. Патисаллана сутта (Отшельничество монаха ведёт либо к не-возвращению, либо к архатству)
46. Сиккханисанса сутта (Практикующего монаха ждёт либо не-возвращение, либо ниббана в этой самой жизни)
47. Джагария сутта (Практика постоянной осознанности и практика джханы ведут к архатству или не-возвращению)
48. Апайика сутта (Эти двое создают причины для рождения в аду)
49. Диттхигата сутта (О трёх видах воззрений, одно из которых ведёт к подлинному освобождению от сансары)
50. Мула сутта (Три корня порока)
51. Дхату сутта (Три фундаментальных элемента мира - форма, бесформенность, ниббана)
52. Ведана сутта I (Три чувства, что существуют в мире)
53. Ведана сутта II (Все три чувства следует видеть неудовлетворительными)
54. Есана сутта I (Три вида поиска, которые могут вести существа в своей жизни)
55. Есана сутта II (Ещё одна сутта о трёх видах поисков)
56. Асава сутта I (Три вида загрязнений ума)
57. Асава сутта II (Ещё о трёх видах загрязнений ума, от которых полностью избавился архат)
58. Танха сутта (Три вида желаний, что ведут к рождению)
59. Марадхейя сутта (Архат обладает совершенными нравственностью, сосредоточением, мудростью)
60. Пуннья кирия ваттху сутта (Три вещи, что ведут к длительному блаженству и благополучию)
61. Чаккху сутта (Три глаза)
62. Индрия сутта (Три качества познания, определяющих благородных учеников)
63. Аддха сутта (Самоотождествление происходит в этих трёх временных рамках)
64. Дуччарита сутта (Три вида проступков)
65. Сучарита сутта (Три вида благих поступков)
66. Сочейя сутта (Три вида внутренней чистоты)
67. Монейя сутта (Три формы проницательности)
68. Рага сутта I (Три качества, что ведут под власть Мары)
69. Рага сутта II (Кто переплыл океан сансары?)
70. Миччхадиттхика сутта (Кто из существ попадает в ад?)
71. Саммадиттхика сутта (Кто из существ попадает в небесные миры?)
72. Ниссарания сутта (Три способа скрыться)
73. Сантатара сутта (Чем выше джхановый мир, тем он спокойнее. Но абсолютный покой - это ниббана)
74. Путта сутта (Три вида детей)
75. Авуттхика сутта (Три вида щедрых людей)
76. Сукхапаттхана сутта (Если желаешь богатства, славы и небесных миров - охраняй свои благие качества)
77. Бхидура сутта (Сознание и тело непостоянны, подвержены распаду)
78. Дхатусосансандана сутта (Существа с примерно одинаковыми качествами находят общий язык)
79. Парихана сутта (Три вещи, что ведут к падению монаха в практике достижения конечной цели)
80. Витакка сутта (Три вида мыслей, что не позволяют монаху достичь окончания страданий)
81. Саккара сутта (Монах, жаждущий даров, направляется в нижние миры)
82. Девасадда сутта (Три возгласа, что раздаются среди богов по этим трём случаям)
83. Панчапубба нимитта сутта (Что случается, когда умирает дэва в небесном мире?)
84. Бахуджанахита сутта (Три личности, что способствуют благополучию и счастью богов и людей)
85. Асубханупасси сутта (О трёх видах практики)
86. Дхамману дхаммапатипанна сутта (О монахе, твёрдо придерживающемся Дхаммы)
87. Андхакарана сутта (Три вида неумелого мышления)
88. Антарамала сутта (Три внутренних врага)
89. Девадатта сутта (Из-за этих трёх вещей Девадатта попал в ад)
90. Аггаппасада сутта (Три наивысших объекта веры)
91. Дживика сутта (О никчёмном монахе, разрушающем собственную жизнь)
92. Сангхатиканна сутта (Что значит находиться рядом с Буддой и далеко от Будды?)
93. Агги сутта (Три вида пламени)
94. Упапариккха сутта (Совет о том, как следует правильно медитировать)
95. Камупапатти сутта (Три вида чувственных наслаждений мира кама-локи)
96. Камайога сутта (Три вида благородных учеников)
97. Кальянасила сутта (Нравственность, сосредоточение, мудрость. Здесь в этом тройственном делении сосредоточение, как один из этих трёх факторов Пути, объясняется в самом широком смысле - как набор качеств, что являются Крыльями к Пробуждению)
98. Дана сутта (Дар Дхаммы превосходит дар материальными вещами)
99. Тевиджа сутта (Об архате, владеющем тремя знаниями)
100. Брахмана дхаммаяга сутта (Дхамма - наивысшее подношение)
101. Сулабха сутта (Четыре вещи, составляющие подходящий минимум для жизни монаха-отшельника)
102. Асаваккхая сутта (Способен освободиться от страданий только тот, кто понимает эти 4 истины)
103. Самана брахмана сутта (Кого Будда называет подлинным жрецом или отшельником?)
104. Силасампанна сутта (Такие монахи могут указать подлинную Дхамму)
105. Танхуппада сутта (Четыре "места" где может зародиться жажда монаха)
106. Сабрахмака сутта (Четыре эпитета почитания родителей)
107. Бахукара сутта (Четыре вещи, которыми снабжают монахов домохозяева)
108. Куха сутта (Шесть качеств порочных монахов)
109. Надисота сутта (Сравнение чувственного мира с морем, полным опасностей)
110. Чара сутта (Как поддерживать правильное усердие в четырёх позах тела)
111. Сампаннасила сутта (Следующий этап монашеской практики после утверждения идеальной нравственности)
112. Лока сутта

## Переводы на русский
- Тхеравада.ру

## Переводы на английский
- Itivuttaka The Buddha's Sayings translated from the Pali by John Ireland